# Marguerite d'Enghien
Marguerite d'Enghien, suo jure comtesse de Brienne et de Conversano, suo jure héritière d'Enghien et dame de Beauvois (née en 1365), était une noble et riche dame du comté du Hainaut, qui avait hérité des comtés de Brienne et de Conversano ainsi que la seigneurie d'Enghien de son père Louis d'Enghien le 17 mars 1394. Elle fut l'épouse de Jean de Luxembourg, sire de Beauvoir, et la mère de Pierre Ier de Luxembourg-Saint-Pol, comte de Brienne et de Conversano, qui hérita de ses fiefs, et de Jean II de Luxembourg, comte de Ligny.

## Famille
Marguerite naquit en 1365, fille aînée de Louis d'Enghien, comte de Brienne et de Conversano, seigneur d'Enghien, duc titulaire d'Athènes, et de Giovanna de Sanseverino. Elle a trois sœurs cadettes : Yolande, Hélène et Isabelle. Yolande se maria le 3 mai 1384 à Philippe de Bar (né en 1372), fait prisonnier après la bataille de Nicopolis de 1396. Il décéda dans une prison turque en 1404. Marguerite avait un frère cadet, Antoine, mort à l'âge de 16 ans, qui laissa Marguerite seule héritière à la succession de son père.
Ses grands-parents paternels étaient Gauthier III d'Enghien et Isabelle de Brienne. Ses grands-parents maternels étaient Antonio di Sanseverino, 5e comte de Marsico, et Isabelle del Balzo (des Baux d'Andria).

## Mariages et descendance
À une date inconnue, Marguerite épousa son premier mari : Pierre des Baux de Provence. Après sa mort, elle épousa un parent de sa mère, Jacopo de Sanseverino. Ces deux mariages précoces n'engendrèrent pas d'enfant.
En 1380, après la mort de Jacopo, Marguerite épousa son troisième mari : Jean de Luxembourg, sire de Beauvoir (1370-1397), fils de Guy de Luxembourg, comte de Saint-Pol, et de Mahaut de Châtillon, comtesse de Saint-Pol. Marguerite eut cinq enfants de ce dernier :
- Pierre de Luxembourg (1390- 31 août 1433), comte de Saint-Pol (1430) en héritage de sa tante paternelle Jeanne de Luxembourg-Saint-Pol ; il hérita aussi des fiefs maternels de Brienne et Conversano. Il se remaria le 8 mai 1405, à Marguerite des Baux, avec laquelle il eut neuf enfants, dont Jacquette de Luxembourg, la mère d'Élisabeth Woodville, reine consort d'Édouard IV d'Angleterre ;
- Jean II de Luxembourg-Ligny (1392 - 5 janvier 1441), hérita le titre de Beauvoir de son père, et le titre de Ligny de sa tante Jeanne de Luxembourg-Saint-Pol. Il se maria le 23 novembre 1418, à Jeanne de Béthune, veuve de Robert de Bar, comte de Marle et Soissons, qui fut tué à la bataille d'Azincourt le 25 octobre 1415. Jean, un allié des anglais pendant la guerre de Cent Ans, reçut Jeanne d'Arc comme prisonnière et la livra aux anglais pour 10 000 livres ;
- Louis de Luxembourg (mort le 18 septembre 1443). Il était un homme d'Etat et un prélat important. Ses postes et titres comprenaient ceux de cardinal (1439), d'archevêque de Rouen (1437), de chancelier de  France (1425), de gouverneur de Paris (1436), d'évêque de Thérouanne, d'administrateur d'Ely (1437) et d'évêque de  Frascati (1442) ;
- Catherine de Luxembourg (née vers 1393) ;
- Jeanne de Luxembourg (mort en 1420), mariée à Louis, seigneur de Ghistelles (tué à la bataille d'Azincourt) en 1415 et à Jean IV, vicomte de Melun, connétable de Flandre, en 1419.

## Héritage
Marguerite devint suo jure comtesse de Brienne et Conversano, et dame d'Enghien après la mort de son père le 17 mars 1394. Son mari Jean devint lui aussi comte de Brienne et de Conversano du chef de son épouse.
Elle fit son testament le 19 septembre 1393 mais sa date exacte de décès reste inconnue. Son fils aîné, Pierre reçut les titres de Brienne et de Conversano.
Par son fils Pierre et son épouse (Marguerite de Baux), Marguerite est une ancêtre de la reine consort Élisabeth Woodville. Tous les monarques anglais nés à partir de 1509, descendent d'elle.

## Source
- (en) Cet article est partiellement ou en totalité issu de l’article de Wikipédia en anglais intitulé « Margaret, Countess of Brienne » (voir la liste des auteurs).